# Thymichthys politus
Thymichthys politus is een straalvinnige vissensoort uit de familie Brachionichthyidae. De wetenschappelijke naam werd gepubliceerd in 1844 door Richardson.
Deze soort heeft als naam de zeldzaamste vis op aarde te zijn. Er zijn waarschijnlijk maar enkele tientallen. De vis komt voor nabij Tasmanië.